# Tóth János (gazdálkodó)
Tóth János (Tápiógyörgye, 1897 – ?) magyar gazdálkodó, szélsőjobboldali országgyűlési képviselő.

## Élete
1897-ban született Tápiógyörgyén, református vallásban. Hat elemi iskolai osztályt végzett, majd családja ötven holdas kisbirtokán kezdett gazdálkodni. Az első világháború idején a 68. gyalogezredben szolgált, majd a fényszóróknál teljesített katonai szolgálatot 
A háború végét követően bekapcsolódott szülőfaluja közéletébe: előbb a községi képviselő-testület tagja lett, majd 1922-ben megalakította az első helyi gazdakört, amely azután tejszövetkezetet is felállított a községben. Idővel a járási mezőgazdasági bizottság tagja, majd elnöke is lett, az 1930-as évek közepén pedig beválasztották Pest vármegye törvényhatósági bizottságába is.
A Duna-Tisza-közi Mezőgazdasági Kamarában annak megalakulásától viselt tagságot, alelnöke volt a Tápióvölgyi Lecsapoló Társulatnak, illetve helyet foglalt a Hangya Szövetkezet vezetőségében is. Főleg a vidéki települések helyzetének megjavítása, a termelés és az értékesítés előmozdítása, valamint az öntözőgazdálkodás megvalósítása érdekében fejtett ki közéleti tevékenységet. 
1939-ben országgyűlési képviselőnek is megválasztották, a Nyilaskeresztes Front Közép-Pest megyei listájáról.